# خربة الجرد
خربة الجرد هي قرية لبنانية من قرى قضاء عكار في محافظة الشمال. تقع في تجمع للقرى يسمى جرد عكار.